# Keude Blang Ara (Seunagan Timur)
Keude Blang Ara is een bestuurslaag in het regentschap Nagan Raya van de provincie Atjeh, Indonesië. Keude Blang Ara telt 497 inwoners (volkstelling 2010).